# 다누리 (우주선)
한국형 달 궤도선(韓國型 - 軌道船, 영어: Korea Pathfinder Lunar Orbiter, KPLO) 혹은 다누리(Danuri)는 2022년 8월 5일에 발사된 대한민국 최초의 달 탐사선이다. 미국의 케이프커내버럴 공군기지에서 스페이스X의 팰컨9 블록5에 실려 발사되었다. 본래 시험용으로 제작된 이 탐사선은 달의 물과 얼음을 탐지하는 데 쓰일 NASA의 특수 카메라를 비롯해 고해상도 카메라, 자원 탐사 장비, 적외선과 암석 측정 장치 등 6개의 탑재체가 실릴 예정이다. 발사된 뒤 1개월간의 비행을 거쳐서 달 궤도에 진입하여 100km의 고도에서 1년간 임무를 수행할 예정이다. '다누리'는 "달"과 "누리다"를 합성한 말로서, 2022년 시행된 달탐사선 명칭 공모전을 통해 KPLO의 명칭을 '다누리'로 확정했다.
12월 26일 다누리가 목표한 달 임무궤도인 100km에 안착하면서 세계에서 7번째로 달 탐사국이 되었다.

## 역사
전세계에서 6번째 달 탐사국가는 인도다. 인도의 찬드라얀 1호는 달 궤도선이다. 찬드라얀 2호는 달 궤도선, 달 착륙선, 로버로 구성되어 있다. 대한민국도 이런 방식으로 1차로 달 궤도선만 발사하고, 2차로 달 착륙선을 발사할 계획이다. 2019년 2월, 서울에서 정상회담을 한 후에, 문재인 대통령은 인도의 발사체 기술이 필요하다고 말했으며, 나렌드라 모디 총리는 찬드라얀 프로젝트에 대한민국이 참여해 달라고 말했다.

## 계획 변경
2019년 9월, 계획을 변경했다. 당초 목표보다 19개월 지연된 2022년 7월로 연기되었다. 궤도선 무게는 550 kg에서 678 kg으로 늘어난다. 개발비는 당초 1978억 원보다 167억 원이 늘어난다. 달 궤도 비행 기간은 12개월에서 8개월로 줄어들었다. 원래 550 kg은 한국형 발사체로 발사하기 위한 최대 무게였다. 그러나 미국 스페이스X의 팰컨 9으로 발사하기로 했다. 팰컨 9으로 발사시에는 달 탐사선의 무게 제한이 없다. 팰컨9 블록5는 지구 저궤도에 22.8톤, 화성에 4.02톤을 발사할 수 있다.

## BLT 궤도

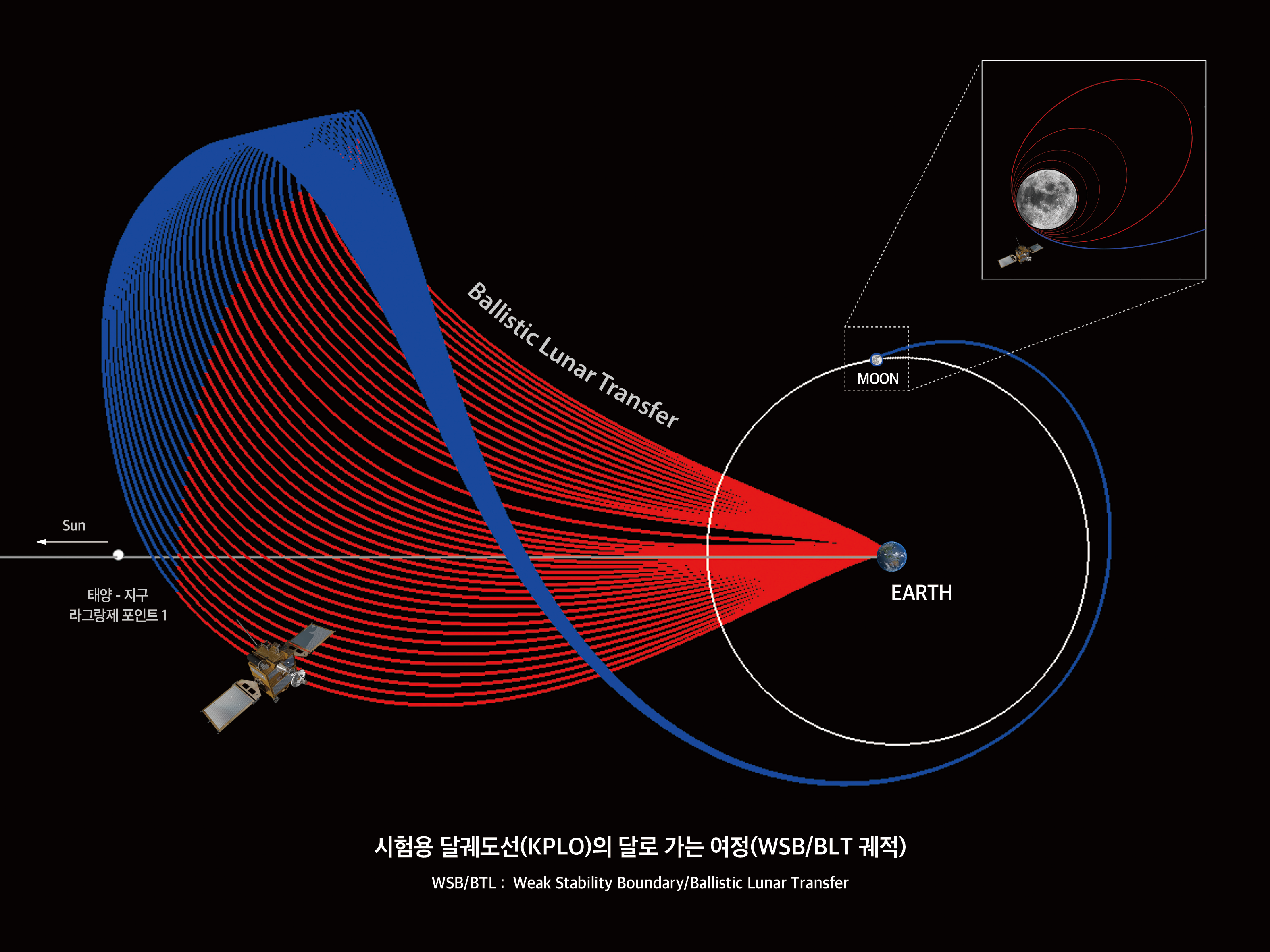
다누리의 여정

계획을 변경해 달 궤도 전이(Ballistic Lunar Transfers, BLT) 방식으로 발사할 계획이다. 기존의 단계적 루프 트랜스퍼(Phasing Loop Transfer, PLT) 방식보다 연료를 25% 절감해서, 계획보다 커진 위성무게에도 불구하고, 달 상공에서 임무기간 1년을 유지할 수 있다. 대신 비행거리가 4배 늘어난다. BLT는 저에너지 전이 방식의 궤도이다. 1990년 일본 최초의 달 탐사선 제13호 과학위성 히텐이 저에너지 전이 방식의 궤도를 사용했다.
다누리는 2022년 8월 5일 미국 스페이스X 사의 발사체 팰컨 9에 실려 발사되었으며, 도착일은 같은 해 12월 16일이다. 이후 초기 시험을 거쳐 2023년 2월부터 임무를 시작한다. 탐사 비용은 당초 계획(1978억 원)에서 355억 원이 추가돼 총 2333억 원으로 늘었다.
지구에서 태양 방향으로 쏘아올린 다누리는 태양 중력에 이끌려 가속되다가, 지구, 태양 간 중력이 서로 상쇄돼 무중력이 되는 라그랑주 점 L1 지점에서 방향을 옆으로 튼다. 이후 지구와 달의 중력에 이끌려 지구 쪽으로 되돌아오다가, 지구를 공전 중인 달과 만난다.

## 달 궤도 진입
2022년 12월 17일 오전 2시 45분 다누리가 달 임무 궤도 진입을 위한 1차 진입 기동을 했다. LOI(진입 기동, Lunar Orbit Insertation)란, 다누리를 달 임무 궤도에 안착시키기 위해 궤도선의 속도를 줄이는 기동을 말한다. 임무궤도는 달 고도 100km이다.
과학기술정보통신부와 한국항공우주연구원은 12월 26일 “다누리가 목표한 달 임무궤도에 진입했다”고 발표했다.

## 임무 수명
다누리호의 임무 수명은 1년이다. 연료가 남아 있을 경우 일부 연장 운영이 가능할 수 있다. 다누리호의 운명은 정상운영 종료 6개월 전인 2023년 7월 결정된다.
다누리호는 2023년 1월 시운전을 하고 2월부터 달 궤도를 하루 12회 공전하며 1년 동안 임무를 수행한다. 총 중량 678 kg인 다누리호에는 고성능 카메라를 비롯한 각종 측정 장비들이 탑재돼 있다.
나사의 달 정찰 인공위성(LRO) 미션의 경우 2009년 발사 후 3년 임무를 계획했으나 이후 동결궤도에 진입해 2022년 현재까지 달 궤도를 돌고 있다.

## 아르테미스 계획
미국 아르테미스 계획에 따라, 다누리는 달 착륙 후보지의 기초 자료를 수집할 예정이다.
다누리에 탑재된 섀도캠은 미국항공우주국(NASA)과의 달 탐사 협력의 상징이다. 나사가 개발해 다누리호에 장착하는 고성능 장비로 해상도 1.7 m 카메라를 이용해 달의 남북극 지역의 영구 음영지역을 촬영한다. 미국의 달 극지역 착륙 임무(아르테미스 미션)를 위한 착륙 후보지의 기초 자료를 확보하고, 동시에 물을 포함한 다양한 물질의 존재 여부를 탐색하게 된다. 나사는 다누리호를 24시간 추적할 수 있도록 70m급 안테나를 포함한 심우주통신망을 무상 제공한다.
2024년 5월, 아르테미스 2 미션으로, SLS 블록1 로켓의 오리온 (우주선)을 탄 4명의 우주비행사가 달에 착륙할 예정이다. 이 착륙 후보지 조사를 다누리가 수행한다.
6개의 탑재체 중 유일하게 미국 애리조나주립대 연구팀이 만든 섀도우캠은 달 극지 촬영에 나선다. 달에는 1년 내내 햇빛이 거의 들지 않는 영구음영지역(PSR, Permanent Shadow Region)이 있는데, 이 지역에는 얼음의 형태로 물이 존재할 가능성이 있다. 섀도우캠은 달의 마지막 미탐사 지역인 영구음영지역에 대한 탐사를 맡았다.

## 장비
- 5m급의 고해상도 카메라: 한국형 달 탐사선이 착륙할 수 있는 후보지를 찍을 예정이다. 한국항공우주연구원에서 개발했다.
- 광시야 편광 카메라: 달 전체 표면의 영상을 찍을 수 있는 기기로, 극지방을 제외한 지역의 편광 이미지를 촬영할 계획이다. 그리고 이미지를 이용해 달 탐사선의 착륙 후보지를 정하고, 달 표면의 물질의 종류와 입자 크기를 조사할 예정이다.[11] 한국천문연구원에서 개발했다.
- 달 자기장 측정기: 달 표면에서 100Km 상공까지의 자기력을 측정할 자력계이다. 경희대학교에서 개발했다.
- 감마선 분광기: 달 표면을 이루는 원소의 성분과 분포 양상을 알 수 있다. 한국지질자원연구원에서 개발했다.
- 우주 인터넷 시험 장비: 지연-내성 네트워크를 시험하는 장비로, 한국전자통신연구원에서 개발했다.[12]
- 섀도우 캠: 물에 대한 증거를 찾기 위해 달 표면에서 영구적으로 그림자가 있는 지역의 반사율을 지도로 나타낼 것이다. 달 정찰 인공위성의 카메라에 기반을 두고 있지만 그보다 800배 더 민감하다. 애리조나 주립 대학교 등에서 개발한 달 탐사용 광학 카메라로, 미국 연구진이 개발한 탑재체를 싣기로 한 NASA와의 협약에 따라 탑재되었다.[13]

## 발사 역사
2022년 7월 7일, 다누리는 특수 컨테이너에 실려 한국항공우주연구원을 떠나 항공기로 케이프커내버럴 공군기지에 도착했다. 연구진은 약 한 달 통신 상태와 추진체를 점검하며 발사를 준비했다. 스페이스X의 팰컨 9 발사체는 한국시각(KST) 8월 4일 오전 11시 15분에 하늘을 향해 기립했다. 2022년 8월 5일 오전 8시 8분, 케이프커내버럴 공군기지에서 팰컨 9 로켓을 통해 발사되었다. 발사 후 약 40분쯤 분리되었고, 5분 후 전이 궤적에 진입했다. 과학기술정보통신부에 따르면 다누리는 한국 시각 9시 40분경에 호주 캔버라의 안테나와 첫 교신에 성공했다.

## 같이 보기
- 대한민국의 달탐사 계획
- 한국형 달 탐사선